# بلميتول-بروتين ثيوسترس 1
بلميتول-بروتين ثيوسترس 1 (PPT-1)، المعروف أيضا باسم بالميتويل بروتين هيدروليز 1، هو الإنزيم الذي في البشر المشفر بواسطة جين PPT1 .

## وظيفته
PPT-1 عضو في عائلة ثيويستراز بروتين البلموتويل، PPT-1 هو بروتين سكري صغير يشارك في هدم البروتينات المعدلة للدهون خلال تدهور الليزوزومية. يزيل هذا الإنزيم مجموعات أسيل الدهنية المرتبطة بالثيو إستر مثل البلماتي من بقاياالسيستين.

## أهمية سريرية
تعتبر العيوب في هذا الجين سبباً في داء ليبوفوسيني في الخلايا العصبية لرضيع 1 (CLN1،أو INCL) وداء ليبوفوسيني 4 (CLN4) .

## وصلات خارجية
- تتضمن هذه المقالة نصوصًا مترجمة من نصوص منقولة من المكتبة الوطنية الأمريكية للطب، والتي تعد ملكية عامة.